# HMS Leopard (1790)
Pour les autres navires du même nom, voir HMS Leopard.
Le HMS Leopard est un navire de ligne de 4e rang de 50 canons construit pour la Royal Navy. Il participe aux guerres de la Révolution française, aux guerres napoléoniennes et à la guerre anglo-américaine de 1812.

## Construction
Le Leopard est commandé une première fois le 16 octobre 1775, et sa construction commence au chantier de Portsmouth en janvier 1776. Il est commandé une seconde fois en mai 1785, dix ans après que sa construction ait débuté, mais celle-ci se poursuit aux chantiers de Sheerness le 7 mai 1785. Il est finalement lancé le 24 avril 1790 et mis en service en juin.

## Histoire

### L'affaireChesapeake-Leopard
Début 1807, une poignée de marins britanniques (certains étant nés aux États-Unis) désertent leurs navires respectifs, qui forment alors un blocus sur la baie de Chesapeake afin d'empêcher les Français d'en sortir. Ces marins rejoignent alors l'équipage de l'USS Chesapeake. Le Leopard commandé par Salusbury Pryce Humphreys, croisant alors celle-ci, la hèle et lui demande l'autorisation de venir la fouiller afin de récupérer ses déserteurs. Essuyant un refus, le capitaine du Leopard ouvre alors le feu, prenant alors son homologue de la Chesapeake par surprise. Celui-ci n'a d'autre choix que de se rendre, et son navire est fouillé. Quatre marins sont ramenés à bord, le natif d'Angleterre sera pendu peu après, et les trois autres emprisonnés.
Cet incident aura des répercussions aux États-Unis, et la guerre entre les deux pays sera évitée de peu.

### Destin
En 1812, le Leopard est converti en transport de troupes et ses canons sont démontés. Le 28 juin 1814, alors qu'il fait route de Grande-Bretagne vers le Québec avec 475 membres des Royal Scotts à son bord, il s'échoue sur l'île d'Anticosti par un brouillard épais. Le navire est complètement détruit, mais la totalité de l'équipage survit.

## Dans la fiction
Dans le roman de Patrick O'Brian L'Île de la Désolation, le capitaine Jack Aubrey commande le HMS Leopard dans un voyage dans l'océan Atlantique et l'océan Indien, au cours duquel il s'échoue sur l'île de la Désolation.